# Gestion durable des forêts

Pays participant au programme UNREDD et/ou au partenariat Forest Carbon Partnership Facility.

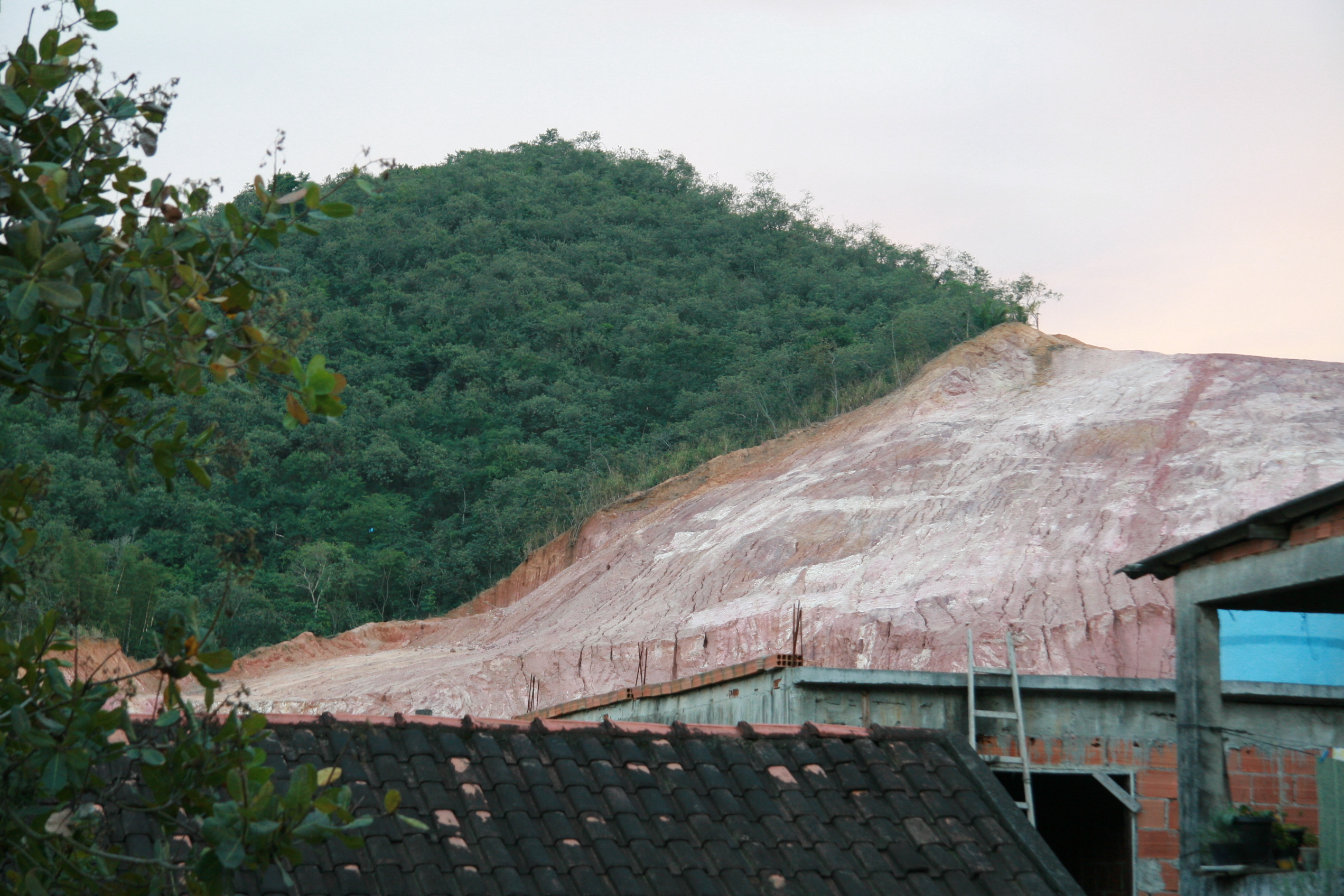
Déforestation d'une forêt atlantique à Rio de Janeiro afin d'extraire de l'argile destiné à la construction du quartier de Barra da Tijuca (2009). Un exemple d'espace non-géré.

La gestion durable des forêts ou l'aménagement écosystémique des forêts est un mode de sylviculture à tendance écologique qui fixe des critères, indicateurs et objectifs sociaux et environnementaux, en plus des objectifs économiques à la gestion forestière. 
Elle vise le maintien ou une gestion restauratoire de la biodiversité à de multiples échelles, pour une viabilité ou une meilleure résilience écologique de l'ensemble des écosystèmes forestiers tout en répondant aux besoins socio-économiques d'utilisation des ressources naturelles forestières, du bois, de la faune, de la flore, des fungis ou des aménités environnementales.
Elle vise aussi à introduire une gestion plus « adaptative »,, favorisant la résilience des milieux dans le contexte incertain du réchauffement climatique croisé avec celui d'une crise de la biodiversité révélée au sommet de la Terre de Rio en juin 1992 qui a produit une déclaration de principes pour la forêt (« texte fondateur »).
Une controverse existe depuis les années 1990 d'une part sur la définition précise de l'aménagement durable des forêts,, ou de la « gestion durable » et d'autre part sur la crédibilité des critères de certification (notamment concernant la traçabilité ou vérifiabilité). Cette controverse est principalement portée par de grandes ONG telles que Greenpeace, Les Amis de la Terre, le WWF et l'Institut Worldwatch. Certains auteurs estiment que le succès limité de ce type d'aménagement en zones tropicales amène à rechercher d'autres mécanismes visant à préserver la biodiversité.

## Définition

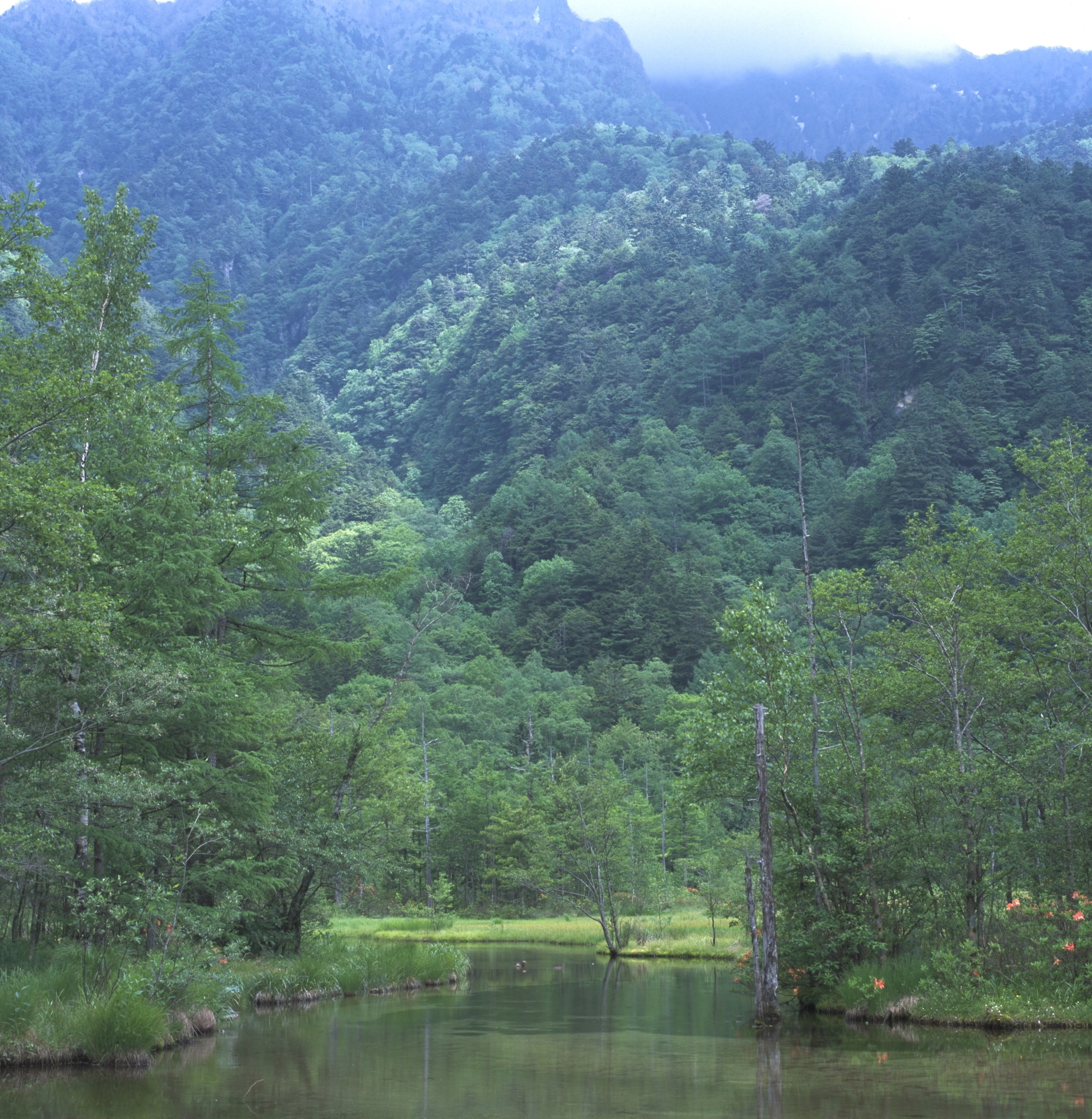
Forêt de Kamikochi (non exploitée), à l'ouest de la préfecture de Nagano au Japon. La gestion durable implique des aires forestières protégées pour des raisons culturelles, sociales, de biodiversité ou comme forêts de protection (ici, contre le risque d'éboulement et glissement de terrain exacerbé par la sismicité régionale)

Une définition de la gestion durable des forêts a été proposée par la « Conférence ministérielle sur la protection des forêts en Europe » en 1993, et a depuis été adoptée par l'Organisation des Nations unies pour l'alimentation et l'agriculture (ONUAA ou FAO en anglais) : 
« La gestion durable des forêts signifie la gestion et l'utilisation des forêts et des terrains boisés d'une manière et à une intensité telle qu'elles maintiennent leur diversité biologique, leur productivité, leur capacité de régénération, leur vitalité et leur capacité à satisfaire, actuellement et pour le futur, les fonctions écologiques, économiques et sociales pertinentes aux niveaux local, national et mondial, et qu'elles ne causent pas de préjudices à d'autres écosystèmes »
Cette définition fut reprise in extenso dans le code forestier français de 2001 jusqu’en 2014 (art. L. 1 puis art. L. 121-4). Par la suite la gestion durable des bois et forêts français sont définis à la fois par cinq grands objectifs d'intérêt général (art. L. 112-1 du code forestier ; titre I, chapitre I « Principes généraux ») et plus précisément par une liste de principes de gestion durable à respecter (art. L. 121-1 du code forestier ; titre II « Politique forestière et gestion durable »).
En 2004, le Forum des Nations unies sur les forêts (FNUF) (EcoSoC, 2004) identifiait 7 éléments thématiques communs aux systèmes dits de gestion forestière durable:
1. Étendue des ressources forestières ;
2. Diversité biologique ;
3. Santé et vitalité des forêts;
4. Fonctions productives des ressources forestières ;
5. Fonctions de protection des ressources forestières ;
6. Fonctions socio-économiques ;
7. Cadres juridique, politique et institutionnel.

et précisait :
« Du point de vue du développement durable, la gestion des forêts devrait intégrer les aspects écologiques, sociaux et économiques ». Il s'agit du principe de « multifonctionnalité » qui se rajoute à celui de « durabilité », guidant à eux deux la gestion des forêts notamment européennes.
Le code forestier français a inscrit le principe de multifonctionnalité à plusieurs reprises dans ses articles (dont l'art. L. 122-2).

## Contenu
La notion de « gestion durable des forêts » regroupe habituellement les opérations effectuées pour administrer et exploiter les forêts de manière qu'elles remplissent durablement certaines fonctions écologiques, économiques et sociales pertinentes (multifonctionnalité). Toutes les définitions de ce concept sous-entendent que les forêts ainsi gérées font l'objet d'interventions humaines périodiques ou permanentes au moins dans une partie des massifs (il peut exister de réserves biologiques intégrales - RBI, comme dans certains massifs français gérés par l'Office national des forêts).
Certaines ONG dont WWF, Les Amis de la Terre, Greenpeace et France Nature Environnement demandent également que parallèlement aux forêts exploitées, un réseau de forêts primaires soit protégé des coupes et de la gestion sylvicole, et qu'ailleurs une restauration « qualitative » des forêts soit prise en compte, au-delà de seuls critères quantitatifs. La biodiversité est l'une des préoccupations, enjeu majeur concernant les services écosystémiques, parfois traduit (au Canada par exemple) par l'identification de forêts de haute valeur pour la conservation ou FHVC.

## Histoire et origines
Cette gestion durable puise ses origines lointaines dans la protection des forêts (en) dont les premières lois sont édictées à Ur en 2700 av. J.C.
Élaborée au Sommet de la Terre, à Rio de Janeiro en 1992, la gestion durable des forêts (ou aménagement durable des forêts - ADF) s'inspire du concept de développement durable, largement répandu par le Rapport Brundtland de la Commission des Nations unies sur l'environnement et le développement (1987). Cependant lors de cette conférence, les États n'ont pas réussi à s'entendre pour la signature d'une convention sur la forêt. C'est pourquoi la forêt n'a fait que l'objet d'une déclaration à valeur juridique et opérationnelle.
La déclaration de Rio sur les forêts regroupe des vœux et des recommandations internationales pour une gestion durable des forêts. Cependant la convention sur la biodiversité contient des principes d'application théoriquement obligatoire, dont certains concernent la forêt, et devraient inclure la biodiversité de la faune du sol, souvent oubliée car peu visible, mais néanmoins vitale pour les processus de sylvigenèse, naturalité et de formation et d'entretien des dimensions « fractales » du sol et en particulier des humus forestiers.
Des critères et indicateurs (C&I) ont depuis été développés pour évaluer et parfois mesurer et certifier, de manière plus ou moins crédible et indépendante les progrès vers une gestion durable, au niveau des  États, et d'instituts de gestion, souvent avec certains propriétaires, gestionnaires et ONG environnementales.

## Gestionnaires
Une partie des institutions sylvicoles ont mis en place diverses formes (principes et critères) de gestion dites durable ou soutenable de la forêt. Ils s'appuient sur une large gamme de labels, méthodes et outils, relativement éprouvés pour certains (mis en place au milieu des années 1990, et pour d'autres (plusieurs dizaines) plus expérimentaux ou encore sujets à caution.
Par exemple, 
- le FSC (Forest Stewardship Council) a été créé sur la base de la Conférence de Rio (juin 1992) et des conventions internationales, déclinés pour la forêt via des « principes et critères » établis par un collège composé pour 1/3 d'associatifs, 1/3 d'associations de protection de la nature et 1/3 de socioprofessionnels de la filière, sous l'égide du WWF[21] ;
- Peu après, le PEFC (Pan European Forest Certification, ensuite renommé Programme de Reconnaissance des Certifications Forestières[22]) a été créé[23]. Il dispose en France depuis 1999, d'un programme de certifications régionales, basé sur l'ISO 14 000 et des engagements de gestion durable par ses adhérents, selon ses recommandations régionales eux-mêmes inspirées de recommandations et standards nationaux, paneuropéens et depuis peu internationaux[22]. 
En France, environ 1/4 de la forêt privée serait certifié ou en cours de certification, et 78 % de la forêt publique française est certifiée PEFC ; ce taux regroupe les forêts domaniales, certifiées PEFC à 100 %, ainsi que les forêts communales.
- L'ONF a en outre développé un Label Forêt d'Exception®[24]

## Critères et indicateurs

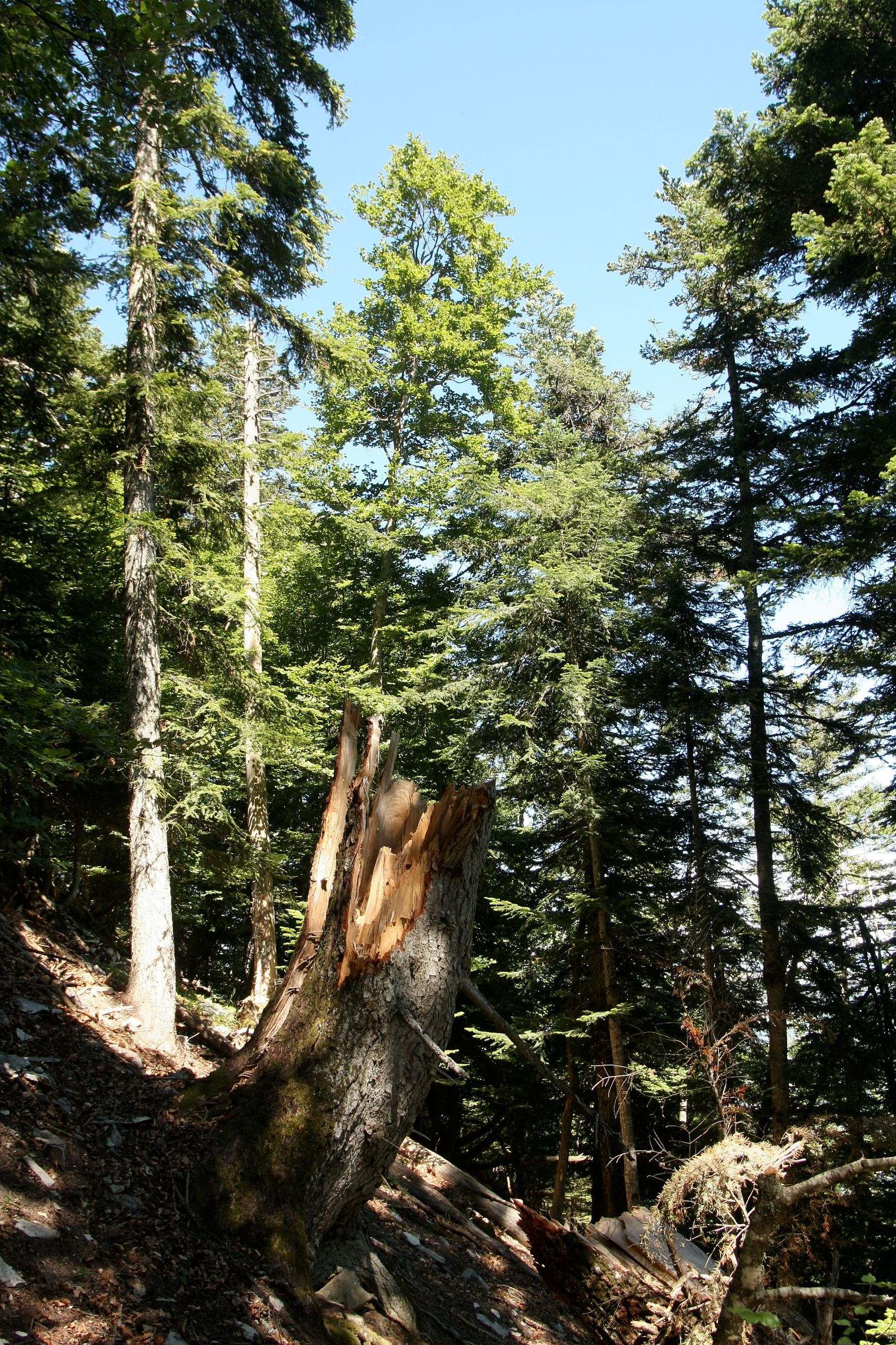
Divers travaux de recherches ont permis de montrer l’importance du maintien du bois mort pour la biodiversité des forêts, et notamment pour le développement des champignons, des coléoptères, mais aussi des mousses et des chauves-souris... En France, depuis 2005, le relevé du volume de bois mort est d'ailleurs devenu un indicateur dans les inventaires nationaux (sur la photo, chandelle de sapin dans la réserve intégrale de Lure, Alpes-de-Haute-Provence).

Les « principes, critères et indicateurs » sont des instruments politiques et techniques de plus en plus utilisés par des États, collectivités, ONG (rapports locaux ou nationaux) et filières socioprofessionnelles voulant évaluer l'implémentation de la gestion durable des forêts ou mesurer les progrès à faire.
Ces « critères » doivent donc caractériser et/ou définir les enjeux et facteurs essentiels, les conditions ou processus nécessaires à l'évaluation de l'aménagement forestier durable ou soutenable.
Des « indicateurs » qualitatifs et quantitatifs, périodiquement mesurés, devant permettre de mesurer les progrès restant à faire pour chaque critère (généralement divisé en quelques sous-critères, adaptés au type de forêt et au contexte socioéconomiques et biogéographique).
Neuf[réf. nécessaire] « critères et indicateurs » régionaux et internationaux sont proposés ou recommandés à plus de 150 pays[réf. nécessaire](FAO, 2003).
En 2003, une conférence internationale a porté sur le « rôle des critères et des indicateurs relatifs à une gestion durable des forêts: la voie à suivre » (Conférence internationale sur la contribution des critères et indicateurs - CICI, février 2003, à Guatemala City (Guatemala) ; elle a recommandé à la FAO de « continuer à accorder la priorité aux critères et aux indicateurs relatifs à une gestion durable des forêts, y compris en matière d’assistance technique et de renforcement des capacités. elle a également recommandé de renforcer le rôle de catalyseur de la FAO en matière de collaboration dans le domaine des processus liés aux critères et aux indicateurs, notant que les conclusions de la Conférence dans ce domaine permettaient d’identifier les domaines d’intervention communs ci-après pour une gestion des forêts fondée sur les ensembles de données élaborées dans le cadre des processus régionaux et internationaux de définition de critères et d’indicateurs »
Parmi les initiatives les plus avancées supportant le principe d'une gestion durable des forêts figurent les institutions suivantes :
- le Forum des Nations Unies sur les forêts (FNUF) ;
- le Groupe intergouvernemental sur les forêts (GIF) ;
- le Forum intergouvernemental sur les forêts (FIF) ;
- l'Évaluation des ressources forestières mondiales  (ONU, via la FAO) ;
- les Commissions régionales des forêts (CRF) ;
- le Forest Stewardship Council (FSC - Conseil de bonne gestion de la forêt) initié après Rio par le WWF notamment ;
- le « Groupe de travail sur les critères et indicateurs pour la conservation et la gestion durable des forêts tempérées et boréales » (aussi appelée le Processus de Montréal) ;
- en Europe, les Conférences ministérielles pour la protection des forêts en Europe.
Une grande partie des acteurs des filières bois tropicaux se sont regroupés sous l'égide de l' « l'Organisation internationale pour les bois tropicaux ».
Un consensus international semble émerger sur quelques éléments clés de la gestion forestière durable. Sept « domaines d’intervention communs » de gestion durable des forêts ont été retenus comme « Objectifs de travail de la FAO » (basées sur les neuf critères et indicateurs régionaux et internationaux précédemment cités[réf. nécessaire]) :
1. Étendue des ressources forestières ;
2. Diversité biologique (incluant donc les espèces des milieux associés, des lisières, clairières, zones humides et du bois mort) ;
3. Santé et vitalité des forêts (comme condition de rentabilité et de résilience écologique des forêts) ;
4. Fonctions de protection des ressources forestières ;
5. Fonctions de production des forêts et ressources forestières ;
6. Fonctions socio-économiques ;
7. Cadre juridique, politique et institutionnel.

Ces critères, reconnus par le FNUF (Forum des Nations unies sur les forêts), ont été approuvés par la Conférence internationale sur les critères et indicateurs tenue au Guatemala en février 2003 (CICI 2003) et par le Comité des forêts de la FAO en 2003.
D'autres critères émergents sont le rôle de puits de carbone des forêts et de leur sol et leur capacité à durablement fournir des ressources aux populations autochtones et sociétés y vivant et en dépendant traditionnellement en zone tropicale. Diverses études montrent en outre que les gestionnaires non autochtones gagneraient à apprendre des systèmes locaux de gestion traditionnelles des ressources forestières.

## Approche par écosystème
C'est un principe fondamental de la mise en œuvre de la Convention sur la diversité biologique (CBD). La CDB n'en donne pas de définition précise mais la description  ainsi qu'un ensemble de principes pour son application furent développées lors d'une réunion d'experts au Malawi en 1998 — connus sous le nom de « Principes du Malawi ». La description, en cinq points de direction opérationnels, fut adoptée par la cinquième Conférence des Parties en 2000 mais la décrit comme suit :
1. L'approche par écosystème est une stratégie de gestion intégrée des terres, des eaux et des ressources vivantes, qui favorise la conservation et l'utilisation durable d'une manière équitable. Ainsi, l'application d'une telle approche aidera à assurer l'équilibre entre les trois objectifs de la Convention que sont la conservation, l'utilisation durable et le partage juste et équitable des avantages découlant de l'exploitation des ressources génétiques.
2. L'approche par écosystème repose sur l'application de méthodes scientifiques appropriées aux divers niveaux d'organisation biologique, qui incluent les processus, les fonctions et les interactions essentiels entre les organismes et leur environnement. Elle reconnaît que les êtres humains, avec leur diversité culturelle, font partie intégrante des écosystèmes.
3. L'accent mis sur la structure, les processus, les fonctions et les interactions est dans le droit fil de la définition de l'écosystème, qu'on trouve à l'article 2 de la Convention qui se lit comme suit :
« On entend par “écosystème” un complexe dynamique formé de communautés de plantes, d'animaux et de micro-organismes et de leur environnement non vivant qui, par leur interaction, forment une unité fonctionnelle ».
Cette définition ne mentionne pas d'unité ou d'échelle spatiale particulière, contrairement à la définition de « l'habitat » donnée par la Convention. Par conséquent, le terme « écosystème » ne correspond pas nécessairement aux termes « biome » ou « zone écologique », mais peut renvoyer à toute unité fonctionnelle, à quelque échelle que ce soit. De fait, c'est le problème à considérer qui devrait déterminer l'échelle de l'analyse et de l'action. Ce pourrait être, par exemple, un grain de terre arable, un étang, une forêt, un biome ou toute la biosphère.
4. L'approche par écosystème exige une gestion qui puisse s'adapter à la nature complexe et dynamique des écosystèmes et à une connaissance et une compréhension insuffisante de leur fonctionnement. Les écosystèmes obéissent souvent à des processus non linéaires, et l'on observe fréquemment un décalage entre ces processus et l'apparition de leurs conséquences. Il en résulte des discontinuités, qui engendrent la surprise et l'incertitude. La gestion doit savoir s'adapter pour répondre à ces incertitudes et accepter dans une certaine mesure d'apprendre « sur le tas » ou tirer parti des résultats de recherche. Il peut se révéler nécessaire de prendre certaines mesures même lorsque la relation de cause à effet n'a pu être parfaitement établie sur le plan scientifique.
5. L'approche par écosystème, qui n'exclut pas d'autres méthodes de gestion et de conservation telles que les réserves de la biosphère, les zones protégées et les programmes de conservation portant sur une espèce déterminée, ainsi que d'autres approches utilisées dans le cadre des politiques et législations nationales, pourrait plutôt intégrer toutes ces approches et d'autres méthodes pour traiter des situations complexes. Il n'y a pas une seule façon d'appliquer l'approche par écosystème car elle dépend des conditions locales, provinciales, nationales, régionales ou mondiales. En fait, l'approche par écosystème pourrait être utilisée de diverses façons en tant que cadre propre à assurer concrètement la réalisation des objectifs de la Convention.

La gestion durable des forêts a été reconnue par les Parties de la Convention sur la diversité biologique en 2004 (décision VII/11 de la 7e conférence des Parties) comme étant un moyen concret d'appliquer l'approche par écosystème aux écosystèmes forestiers.
L'approche par écosystème pour la diversité biologique des forêts peut être décrite comme une stratégie de gestion intégrée des forêts qui favorise la conservation et l'utilisation durable de manière équitable. Les êtres humains, dans leur diversité culturelle, font partie intégrante de l'écosystème forestier. L'approche par écosystème nécessite une gestion adaptée pour traiter la nature dynamique et complexe de l'écosystème forestier et l'absence de connaissances ou de compréhension complète de son fonctionnement.

 L'écosystème forestier devrait donc être géré pour ses valeurs intrinsèques et pour les bénéfices qu'il apporte aux êtres humains, d'une manière juste et équitable. Ses gestionnaires devraient considérer les effets, actuels et potentiels de leurs activités, pour éviter des effets inconnus et imprévisibles sur son fonctionnement et, donc, sur sa valeur. L'écosystème forestier devrait également être compris et géré dans un contexte économique. En particulier, les coûts et les bénéfices de l'écosystème forestier devraient être internalisés dans la mesure du possible. En outre, les distorsions du marché qui compromettent la diversité biologique de la forêt devraient être réduites et des incitations qui favorisent la diversité biologique et la gestion durable devraient être appliquées.

La gestion de l'écosystème forestier devrait donc se faire dans les limites de sa dynamique. La conservation de leur structure et de leur fonctionnement doivent donc être la priorité. C'est une nécessité pour conserver ses pleines valeurs, y compris les marchandises et services que les forêts délivrent aux êtres humains.
En Europe, le MCPFE et le « Conseil pour la Stratégie pour la diversité biologique et paysagère pan-européenne » (PEBLDS) ont conjointement reconnu que la gestion durable des forêts était en accord avec l'approche écosystémique en 2006 ((en)[PDF] dixième réunion du Conseil de la PEBLDS).

## Certification
L'accroissement des préoccupations environnementales et de la demande des consommateurs pour un commerce socialement plus responsable a permis à une certification indépendante des forêts d'émerger dans les années 1990 comme étant un outil crédible pour communiquer sur les performances sociales et environnementales des opérations forestières.
Il existe de nombreuses parties prenantes (actives ou potentielles) à la certification, dont notamment les entrepreneurs forestiers, les investisseurs, les écologues ou écologistes, les chasseurs, les entreprises vendant ou consommant de grandes quantités de bois et de papier, les responsables de l'achat public éthique ou des « achats verts » et tous les consommateurs de bois.

### But de la certification
Une nouvelle demande sociale et économique de certification forestière, a fait émerger des organisations indépendantes qui ont produit des standards de bonne gestion forestière. Ont aussi émergé des organismes d'audit indépendants certifiant les opérations forestières répondant à ces standards. Par exemple pour la certification PEFC en France, les contrôles des propriétaires forestiers sont réalisés par les Entités Régionales (ER), elles-mêmes certifiées par des certificateurs privés sur la base des normes ISO. Ces certificateurs sont contrôlés par le Comité Français d’Accréditation (COFRAC), établissement créé en 1994 et désigné unique instance nationale d’accréditation par le décret du 19 décembre 2008.

Cette certification vise à donner des garanties de bonne gestion forestière — selon des définitions variant selon les standards utilisés — et à assurer que les produits en bois et issus du bois (papier, carton, etc.) proviennent de forêts gérées de façon responsable.

### Standards de certification
Cette montée de la certification a conduit à l'émergence de  différents systèmes dans le monde.

Le résultat est qu'il n'y a aucun standard mondial communément accepté, et chaque système utilise en quelque sorte une approche différente pour définir, évaluer et contrôler les standards de gestion durable des forêts.
La certification forestière par des organisations indépendantes est un outil important pour ceux cherchant à s'assurer que le papier et les produits en bois qu'ils achètent proviennent de forêts qui sont bien gérées et exploitées légalement. L'intégration de certifications indépendantes dans les pratiques d'obtention des produits forestiers peut être primordiale pour des politiques forestières qui incluent des facteurs tels que la protection de ressources forestières sensibles, la sélection réfléchie de matériaux et l'utilisation efficace de produits.
Les standards les plus utilisés sont :
- Canadian Standards Association (CSA) ;
- Forest Stewardship Council (FSC) ;
- Programme de reconnaissance des certifications forestières (PEFC).
- Sustainable Forestry Initiative (SFI) ;

La surface de forêts certifiées augmente rapidement. En décembre 2005, il y avait 2.420 000 km2 de forêts certifiées selon les standards, FSC ou SFI, dont 1 190 000 km2 au Canada. En 2009, 8 % de la forêt mondiale est certifiée dont 80 % selon les standards PEFC (dont le SFI fait désormais partie).

### Localisation des forêts certifiées
La certification a été promue après Rio pour améliorer la gestion forestière à travers le monde, mais à ce jour la plupart des forêts certifiées sont situées en Europe et Amérique du Nord. Une barrière importante pour de nombreux gestionnaires forestiers dans les pays en voie de développement est le manque de capacité à financer ou pratiquer les audits de certification ou à maintenir les standards de certification.
En 2009, le FSC était toujours peu développé en France où les forestiers lui ont largement préféré le PEFC, soit 6 millions d’hectares certifiés PEFC fin 2010. Ainsi, en mars 2009, moins de 20 000 hectares de forêts étaient certifiées FSC, soit moins de 0,1 % des surfaces déjà certifiées FSC dans l'Union européenne. 
À titre de comparaison, les superficies de forêts certifiées FSC atteignent 9,7 millions d'hectares en Suède (près de 500 fois plus que la surface certifiée FSC en France en 2009), près de 7 millions en Pologne, 1,6  million au Royaume-Uni. Par rapport à sa surface forestière (notamment en feuillus), la France se trouve ainsi en fin de peloton, mais devant Chypre, Malte, l'Autriche, le Luxembourg et la Belgique.

## Forêts urbaines et périurbaines

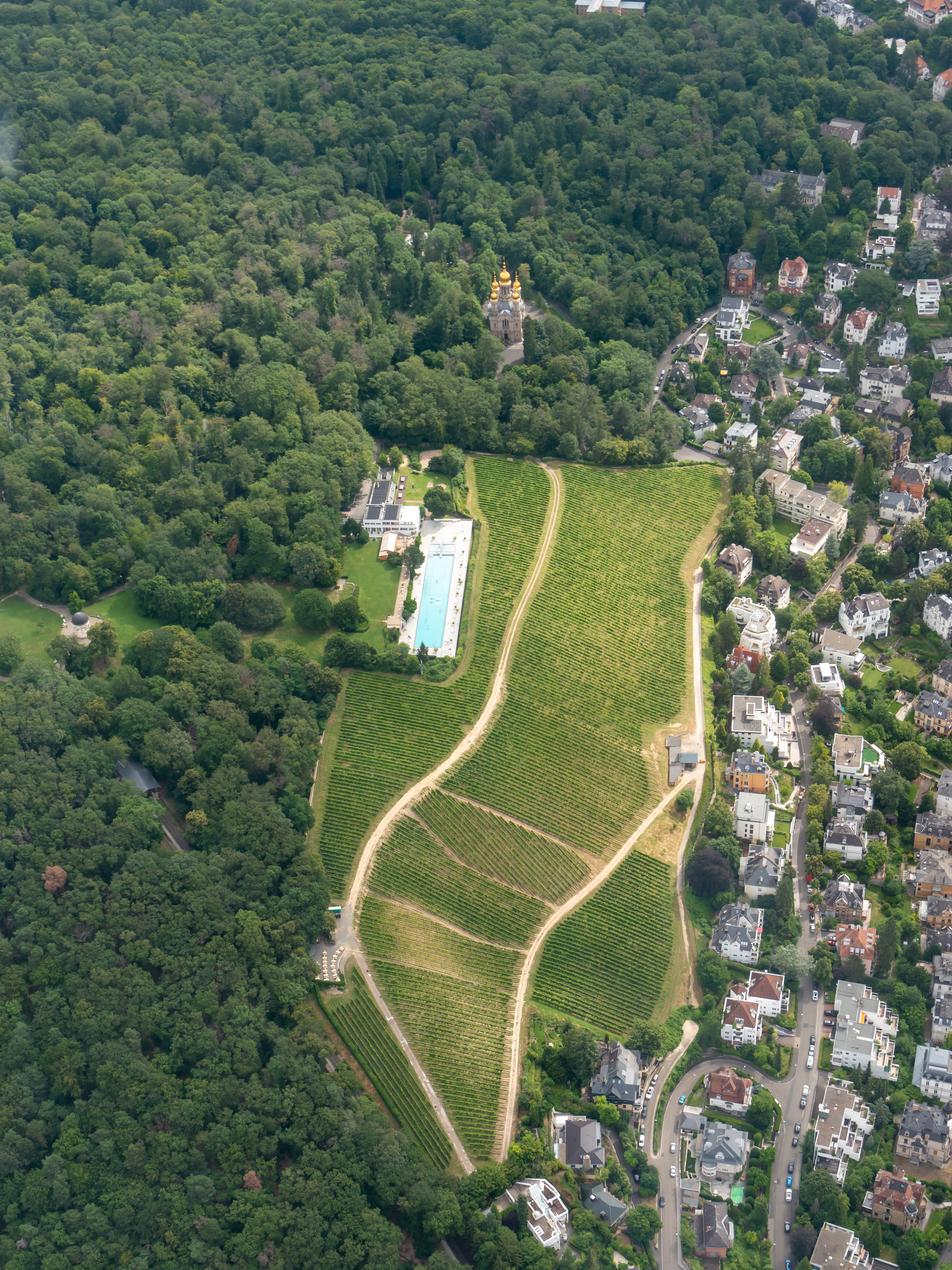
Vue aérienne d' une forêt urbaine ou périurbaine de Wiesbaden Neroberg et Opelbad, Allemagne.

Les forêts urbaines ou périurbaines posent des problèmes particuliers par exemple liés à : leur accessibilité, la coexistence de différentes fonctions et services écosystémiques autres que la production ligneuse d'intérêt commercial, une fragilisation par la surfréquentation, etc. Ces forêts nécessitent des précautions et des modes de gestion adaptés à leurs spécificités.

## En Europe

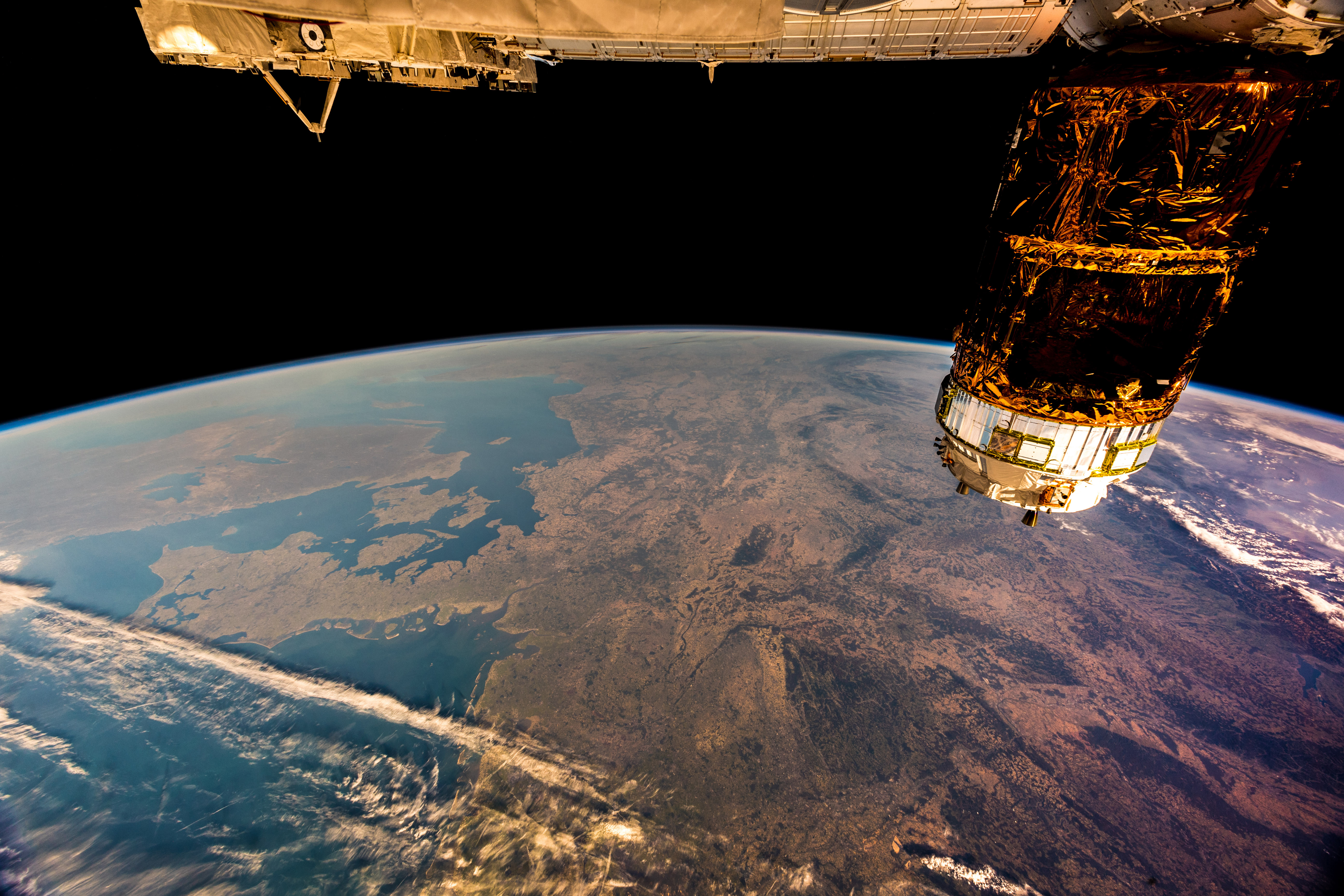
Déforestation en Europe vue par satellite, 2020.

L'Agence européenne pour l'environnement a estimé en mai 2008 dans un rapport que l'Europe ne pourrait tenir ses engagements en matière d'arrêt de réduction de la biodiversité d'ici 2010 sans une utilisation plus « soutenable » de la forêt. Selon le rapport, les forêts en tant qu'abritant la plus grande partie de la biodiversité terrestre en Europe sont de ce point de vue vitales, et toute initiative visant à stopper la perte de biodiversité en Europe doit prendre les forêts en compte. Des efforts sont à faire en faveur de la naturalité des forêts et de certains groupes d'espèces dépendant du bois mort et de forêts moins fragmentées. Les oiseaux communs forestiers sont en déclin plus net dans les forêts du sud et du nord de l'Europe. Certaines espèces menacées continuent à régresser, dont certains pics : Dendrocopos minor (-81 %, de 1980 à 2005), Parus montanus (-58 %, de 1980 à 2005) alors qu'une espèce telle que Ficedula albicollis semble reconstituer ses effectifs (+ 92 % de 1998 à 2005). La diversité génétique des forêts est étudiée et parfois protégée (par exemple le peuplier noir (Populus nigra) a fortement régressé ou a localement disparu, mais des graines en ont été protégées dans des collections ex situ.

### En Belgique
Des efforts en faveur d'une gestion plus soutenable sont faits, notamment cadré en Wallonie par des « Normes de gestion pour favoriser la biodiversité dans les bois soumis au régime forestier. »

### En France

#### Dans le code forestier
La gestion durable et multifonctionnelle est assurée par la politique forestière de la France. Cette politique a évolué au cours des années et obéit désormais depuis la loi Climat et résilience d'août 2021, 
- à cinq grands objectifs d'intérêt généraux énoncés à l'article L. 112-1 du code forestier[50] :

« Les forêts, bois et arbres sont placés sous la sauvegarde de la Nation, sans préjudice des titres, droits et usages collectifs et particuliers.
Sont reconnus d'intérêt général :
1. La protection et la mise en valeur des bois et forêts ainsi que le reboisement dans le cadre d'une gestion durable ;
2. La conservation des ressources génétiques et de la biodiversité forestières ;
3. La protection de la ressource en eau et de la qualité de l'air par la forêt dans le cadre d'une gestion durable ;
4. La préservation de la qualité des sols forestiers, notamment au regard des enjeux de biodiversité, ainsi que la fixation, notamment en zone de montagne, des sols par la forêt ;
5. Le rôle de puits de carbone par la fixation du dioxyde de carbone par les bois et forêts et le stockage de carbone dans les sols forestiers, bois et forêts, le bois et les produits fabriqués à partir de bois, contribuant ainsi à la lutte contre le changement climatique.»

- et à dix principes législatifs énoncés à l'article L. 121-1 du code forestier[51] :

« La politique forestière relève de la compétence de l’État. Ses orientations, ses financements et ses investissements s'inscrivent dans le long terme et sont conformes aux principes mentionnés au présent article.
L’État, en concertation avec les collectivités territoriales et leurs groupements et en mobilisant les autres parties prenantes, veille :
1. A l'adaptation des essences forestières au milieu, en prenant en compte la problématique du changement climatique afin de favoriser la résilience des forêts en mobilisant l'ensemble des techniques sylvicoles, notamment la diversification des essences, la migration assistée ou la régénération naturelle quand elles sont appropriées ;
2. A l'optimisation du stockage de carbone dans les bois et forêts, le bois et les produits fabriqués à partir de bois, afin de contribuer à l'objectif de neutralité carbone à l'horizon 2050 énoncé à l'article L. 100-4 du code de l'énergie ;
3. Au maintien de l'équilibre et de la diversité biologiques et à l'adaptation des forêts au changement climatique ;
4. A la régénération des peuplements forestiers dans des conditions satisfaisantes d'équilibre sylvo-cynégétique, [...] ;
5. A la satisfaction des besoins des industries du bois, notamment par l'équilibre des classes d'âge des peuplements forestiers au niveau national ;
6. Au renforcement de la compétitivité et de la durabilité des filières d'utilisation du bois, par la valorisation optimale des ressources forestières nationales et par l'accompagnement en formation des nouveaux métiers du bois ;
7. Au développement des territoires ;
8. A la promotion de l'utilisation de bois d'œuvre provenant notamment de feuillus ;
9. A l'impulsion et au financement de la recherche et à la diffusion des connaissances sur les écosystèmes forestiers, afin d'anticiper les risques et les crises ;
10. A la promotion de l'utilisation de bois d'œuvre, en favorisant sa transformation industrielle sur le territoire de l'Union européenne afin d'optimiser le bénéfice de son stockage de carbone.

La politique forestière a pour objet d'assurer la gestion durable et la vocation multifonctionnelle, à la fois écologique, sociale et économique, des bois et forêts. Elle concourt au développement de la qualification des emplois en vue de leur pérennisation. Elle vise à favoriser le regroupement technique et économique des propriétaires et l'organisation interprofessionnelle de la filière forestière pour en renforcer la compétitivité. Elle tend à satisfaire les demandes sociales relatives à la forêt. » ('article L. 121-1 du code forestier).
- Les indicateurs de gestion durable (IGD)[1] sont publiés tous les 5 ans environ. Les derniers datent de 2015. Ils sont répartis selon 6 grands critères qui permettent d’évaluer la gestion durable des forêts en abordant toutes ses fonctions.

| Ressources forestières en bois et carbone | Quelle est la surface de la forêt ? Quel est le volume de bois sur pied ? Qu’est ce que cela représente comme carbone ? |
| Santé et vitalité des forêts              | Quel est l’état de santé des forêts ? Quels dommages subissent-elles ? Quelle est la pression du gibier ? |
| Fonctions de production                   | Quelle est la récolte de bois, en volume et en valeur ? Quels sont les autres produits et services rendus ? Quelle est la part de forêt où la gestion est planifiée dans des documents ?                                            |
| Diversité biologique                      | Quelle est diversité des peuplements forestiers ? Que représentent les peuplements âgés et le bois mort ? Quelles sont les espèces menacées et quelles aires sont protégées                                                         |
| Fonctions de protection                   | Quelle est la surface de forêts protégées pour préserver l’eau, les sols et prévenir les risques naturels ? |
| Fonctions socio-économiques               | Qui possède les forêts françaises ? Combien d’emplois génère la forêt, quelles sont les formations ? Quelle est la consommation de produits bois et quelle est la richesse créée ? Quelle est la fréquentation du public en forêt ? |

- Un  plan forestier national (2006-2013) a été mis en place. Il vise une gestion durable, « toutes forêts confondues », sur « les deux tiers de la surface totale en 2015 ». « La moitié de la surface appartenant à des propriétaires privés serait concernée. » Cet objectif est parfois jugé peu ambitieux par certaines parties, tandis que d'autres le considèrent comme un progrès important compte tenu de l'extrême morcellement et de la faible surface unitaire des propriétés forestières françaises.
- Protection foncière : elle est garantie pour les forêts communales soumises au régime forestier. Les articles L.231-1 à L.231-6 du Code forestier (nouveau) permet, sous certaines conditions, une gestion à échelle intercommunale par un syndicat spécifique (« syndicat intercommunal de gestion forestière »), par un syndicat mixte de gestion forestière ou par un groupement syndical forestier (régi par les articles L.233-1 à L.233-10 du même code). La législation ne permet pas aux communautés de communes de directement gérer les forêts de leur territoire[52].
- La loi d'orientation forestière de 2001 encourage un plus grand nombre de propriétaires à rédiger un document de gestion durable (plan simple de gestion, soumis pour approbation au Centre national de la propriété forestière ou CRPF) ou à adhérer à un document de gestion durable préexistant (règlement-type de gestion et/ou code de bonnes pratiques sylvicoles). Des indicateurs spécifiques, s'appuyant notamment sur l'évaluation environnementale sont proposés, dont certains créés par Irstea [53] (ex Cemagref)
- La recherche sur les interactions entre la gestion forestière et la biodiversité est soutenue par le ministère chargé de l’Écologie, avec le GIP Ecofor et le Laboratoire d’Étude des Ressources Forêt-Bois (LERFoB devenu l'UMR Silva en janvier 2018). Un premier bilan en a été publié en 2010[54]. 
Un programme "Biodiversité, gestion forestière et politiques publiques" (2010-2015) encourage la connaissances sur la biodiversité des espaces boisés en visant l'aide et le conseil aux responsables concernés par la gestion des forêts et la formation des politiques qui s’y appliquent[55].
Irstea est depuis chargé en France d'accompagner dans le cadre de l'application des lois Grenelle la mise en place de la trame verte et bleue française, et également de travailler sur la forêt. Dans ce cadre, l'Institut note que « si la forêt progresse en France, elle est de plus en plus morcelée par toutes sortes d'infrastructures : cette fragmentation est de nature à affecter la dynamique de la biodiversité dans le temps et l'espace »[56]. Pour améliorer la connaissance sur ces questions, Irstea a mis en place un programme portant sur les « Interactions gestion forestière et biodiversité spécifique »autour de 4 priorités :

1. Anticiper les conséquences sur la biodiversité de l'évolution de la gestion forestière, en particulier le changement d'essences, l’augmentation des volumes récoltés et le raccourcissement des cycles sylvicoles[56] ;
2. Comprendre l'influence du paysage actuel et passé sur la répartition et la dynamique de la biodiversité forestière, en relation avec la trame verte du Grenelle de l'environnement[56] ;
3. Développer des méthodes d'inventaires standardisées, destinées en particulier aux gestionnaires et aux suivis de biodiversité, et des méthodes d'analyse adaptées aux jeux de données de biodiversité[56] ;
4. Synthétiser et diffuser les connaissances scientifiques sur les pratiques de gestion favorables à la biodiversité[56], avec notamment les projets de recherches suivants :
  - FORGECO : Du diagnostic à l'action : vers une gestion intégrée et viable des écosystèmes forestiers sur les territoires[57]
  - GNB : Gestion forestière, Naturalité et Biodiversité[58]
  - IMPREBIO : Impact de l'intensité des prélèvements forestiers sur la biodiversité[59]
  - DISTRAFOR : Dispersion et persistance de la biodiversité dans la trame forestière[60]
  - BILISSE : Comment la biodiversité des lisières renforce des services écologiques ?
  - RTE : Biodiversité sous les pylônes et les lignes à très haute tension (THT).

## En Amérique du Nord

### Au Canada
Exemples québécois de projets pilotes :
- Projet de la Triade, en Mauricie
- Réserve faunique des Laurentides
- Unité d'aménagement forestier 085-51 en Abitibi-Témiscamingue

## Prospective
La forêt du XXIe siècle pourrait être gérée très différemment, en s'appuyant de plus en plus sur de nouveaux outils utiles à l'évaluation environnementale et susceptible de faciliter la gestion (mais aussi potentiellement la surexploitation d'essences précieuses), dont :
- l'imagerie aérienne (dont infra-rouge) ;
- l'imagerie satellitale, par exemple fournie par MODIS, permettant de mieux prévoir le risque de mortalité d'arbres (250m 16-daily MODIS[62]) ;
- la géolocalisation d'essences précieuses ou d'avenir[63] ;
- la technologie lidar aéroportée permettant de réaliser des relevés de la topographie et de la structure de la végétation avec des données enregistrées sous forme de nuage de points en 3D. Cette technologie permet par exemple d'identifier les ressources en bois-énergie dans les forêts de montagne[64].
- les SIG ;
- la technologie Field-Map combine l'imagerie aérienne et les mesures sur le terrain. Field-Map est souvent utilisé pour la cartographie des « stations forestières », des arbres et éventuellement pour la traçabilité de bois. Si la chaine de traçabilité n'est pas cassée, grâce aux coordonnées associées à chaque arbre avant abattage, un client final peut théoriquement visualiser l'origine du bois d'un meuble, ou d'un objet en « bois traçable ».

Certains auteurs estiment au vu de l'inertie des cycles forestiers, de la complexité de la forêt et du manque de connaissance sur l'écologie forestière qu'il est actuellement impossible d'utiliser des indicateurs taxonomiques pour suivre de manière crédible la "durabilité" ou "soutenabilité" d'une gestion forestière. Ils suggèrent donc d'aussi utiliser ou de ou plutôt utiliser des indicateurs précis, assez faciles à mesurer tels que la complexité structurelle de la forêt, la fragmentation forestière, sa naturalité (autochtonie) son hétérogénéité structurelle, qui sont selon eux de bons « indices » de sa biodiversité, s'ils sont utilisés des niveaux les plus locaux (intraparcellaire) aux niveaux paysagers.
Cette approche permettrait aussi un management adaptatif incluant des mesures de « restauration passive » (via la restauration d'un réseau d'îlots de sénescence caractérisés par « la cessation des interventions forestières, doit être envisagée lorsque les attributs d'un stade de croissance avancée sont souhaités (...) dans un délai temporel raisonnable ».
Face aux incertitudes du dérèglement climatique, au manque de corridors climatiques et à la lenteur supposée du déplacement naturel des forêts, un programme français dit « AM-Tools » se penche depuis 2011 sur les « outils écologiques et légaux » permettant une « migration assistée des forêts ». La « migration assistée » de massifs forestiers présente néanmoins des risques notamment liés au fait qu'un réchauffement global et des étés très chauds pourraient localement ne pas exclure des hivers très humides, voire plus froids que la normale. Ainsi, faire migrer vers le nord une forêt méditerranéenne pourrait ne pas être une bonne solution, comparée à favoriser une sélection adaptative sur un pas de temps plus long. En France, le Réseau mixte technologique AFORCE, qui regroupe les acteurs de la recherche, de la gestion, de l’enseignement et de la formation dans le domaine forestier, a été créé en 2008 avec le soutien du ministère chargé de l'Agriculture. Son objectif est de coordonner les actions pour anticiper les effets du changements climatiques sur les forêts et fournir aux gestionnaires des outils d’aide à la décision. Ainsi par exemple, plus de 50 fiches conseils d'utilisation de matériels forestiers de reproduction élaborées par des scientifiques ont été mises à la disposition des gestionnaires . Chaque fiche comporte des informations sur la provenance des espèces, leur vulnérabilité, les recommandations en matière de migration assistée, etc. À plus grande échelle, le programme Evoltree, financé par l'Europe (14 300 000 €) a permis de constituer un "Réseau d'excellence" sur « l'évolution des espèces ligneuses et conséquences de cette évolution sur la biodiversité des écosystèmes forestiers ». Fédérant 25 laboratoire issus de 15 pays, il associe depuis 2006 approches en génétique, écologie, et génomique pour prédire les réponses évolutives des espèces aux changements environnementaux.

## Limites
Il faut qu'en aval de la filière, la gestion du bois et des produits forestiers autres que le bois, ou qui en dérivent soit également durable. Dans les environnements oligotrophes, fréquents en forêt, théoriquement, pour que la gestion soit durable, il faudrait un retour au sol forestier d'une partie des nutriments vitaux exportés avec le bois (ou de l'équivalent).
La gestion durable est basée sur un aménagement durable des forêts (ADF). Il existe un consensus sur le fait qu'une forêt sous aménagement durable contribue mieux à préserver la biodiversité qu'une zone soumise aux coupes rases avec plantations systématiques d'arbres ou à une conversion agricole, mais les interventions sylvicoles finissent par affecter considérablement la diversité et parfois le caractère autochtone de la génétique des arbres forestiers.
Or d'autres options existent, dont une gestion proche de la nature (type Prosilva, basée sur une forêt hétérogène et mélangée où la récolte se fait très sélectivement et à la maturité de l'arbre). Ces approches pourraient être plus favorable à la régénération globale des forêts et à la biodiversité que les récoltes répétées et de forte intensité le plus souvent constatées dans les situations d'aménagement durable des forêts,,. 
Comparé à ce qui se passe dans une forêt naturelle, l'ADF implique une perturbation profonde de l'écosystème (fragmentation, accessibilité, dérangement et parfois changement artificiels d'espèces et populations) et donc des changements importants dans les habitats naturels et les services écosystémiques, ce qui s'accompagne selon certains auteurs d'« une gamme d'impacts négatifs non négligeables sur la biodiversité »,.
- L'ADF, de plus en plus dépendant de réseaux de routes et pistes pouvant aggraver le risque de braconnage, de conversion en terres agricoles en facilitant l'accès aux périphéries et cœurs de massif forestier. De plus en zone tropicale, même s'il est effectué soigneusement, l'abattage accroît l'intensité et la fréquence des feux de forêt[78]. Ainsi, selon Niesten & al.[13]« il n'est pas évident que l'ADF parvienne à assurer un niveau satisfaisant de maintien de la biodiversité, même s'il s'avérait financièrement viable ».
- La demande en bois certifiés au regard de certains critères de gestion durable est surtout centrée sur l'Amérique du Nord et l'Europe et peu sur la Chine et les zones tropicales pour leurs propres besoins[13]. Or la forêt tropicale régresse en qualité et en surface depuis plus de 50 ans.
- L'aménagement durable certifié serait a priori plus attrayant si le bois certifié était acheté plus cher au propriétaire ou à l'exploitant. Les consommateurs payent parfois un prix plus élevé pour du bois certifié, mais la différence pour le forestier peut être minime ou ne pas compenser les efforts qu'il a fait. L'incitation financière à changer de pratiques de gestion pourrait être insuffisante selon divers auteurs[79], notamment pour les bois précieux[80], et particulièrement en forêt tropicale [81].